# Žužemberk
Žužemberk (IPA: [ˈʒuːʒɛmbɛɾk], in passato in tedesco Seisenberg) è un comune (občina) della Slovenia. Ha una popolazione di 4 628 abitanti ed un'area di 164 km². Appartiene alla regione statistica della Slovenia Sudorientale.
Si tratta di un piccolo centro commerciale sulla sponda del fiume Krka.

## Storia
Abitato fin dall'epoca romana e dominato da uno dei più bei castelli della Slovenia, fu citato fin dal 1295 (Saifimberg, Seyfnberg) come sede dei Conti di Gorizia, da cui deriva il suo nome.
In epoca asburgica era suddiviso nei comuni catastali di: Žužemperk (ted. Seisenberg), Reber (ted. Leiten), Gorenji Križ (ted. Oberkreutz), Šmihel (ted. Sankt Michael), Veliko Lipje (ted. Großliplach), Sela, Žvirče (ted. Schwörz o Schwerz), Hinje (ted. Hinnach), Stavča Vas (ted. Deutschdorf), Dvor (ted. Hof), Ajdovica (o Ajdovica, ted. Haidowitz). Brezova Reber (ted. Birkenleiten) faceva parte del comune di Globodol (ted. Tiefenthal). Successivamente Žužemperk incorporò Reber, Gorenji Križ, Šmihel, Veliko Lipje, Sela, Žvirče e Hinje; Stavča Vas venne aggregata a Dvor; Brezova Reber divenne parte del comune di Ajdovica.
Dal 1941 al 1943, a seguito dell'invasione della Jugoslavia da parte delle truppe dell'Asse, venne occupato dall'esercito italiano e annesso all'Italia nella neonata Provincia di Lubiana.

## Insediamenti
Il comune di Žužemberk è formato da 51 insediamenti (naselija):
- Boršt pri Dvoru
- Brezova Reber pri Dvoru
- Budganja vas
- Dešeča vas
- Dolnji Ajdovec
- Dolnji Kot
- Dolnji Križ
- Drašča vas
- Dvor
- Gornji Ajdovec
- Gornji Kot
- Gornji Križ
- Gradenc
- Hinje
- Hrib pri Hinjah
- Jama pri Dvoru
- Klečet
- Klopce
- Lašče
- Lazina
- Lopata
- Mačkovec pri Dvoru
- Mali Lipovec
- Malo Lipje
- Pleš
- Plešivica
- Podgozd
- Podlipa
- Poljane pri Žužemberku
- Prapreče
- Prevole
- Ratje
- Reber
- Sadinja vas pri Dvoru
- Sela pri Ajdovcu
- Sela pri Hinjah
- Srednji Lipovec
- Stavča vas
- Šmihel pri Žužemberku
- Trebča vas
- Veliki Lipovec
- Veliko Lipje
- Vinkov Vrh
- Visejec
- Vrh pri Hinjah
- Vrh pri Križu
- Vrhovo pri Žužemberku
- Zafara
- Zalisec
- Žužemberk
- Žvirče

## Amministrazione
| Periodo | Periodo   | Primo cittadino | Partito | Carica  | Note |
| ------- | --------- | --------------- | ------- | ------- | ---- |
| 1998    | 2002      | Franc Škufca    |         | sindaco |      |
| 2002    | 2006      | Franc Škufca    |         | sindaco |      |
| 2006    | 2010      | Franc Škufca    |         | sindaco |      |
| 2010    | 2014      | Franc Škufca    |         | sindaco |      |
| 2018    | in carica | Jože Papež      |         | sindaco |      |